# Jasmin
Jasminは、女性専門、個性派トレーナーで、スーパーポジティブ精神で出会った人をプラス思考に変え博多のパワースポットと呼ばる。
トレードマークである坊主頭を触られる事もしばしば。身体を変える事はもちろん、その人の心、人生を変える事にフォーカスした指導を行なっている。

## 受賞歴
| 受賞年 | 大会名                             |
| ------ | ---------------------------------- |
| 2016年 | ベストボディジャパン福岡グランプリ |
| 2018年 | フィットネスビキニ福岡準グランプリ |
| 2019年 | フィットネスエンジェル             |

## 来歴
高校卒業後、久留米医師会看護専門学校准看護科に入学、卒業し、ショップ店員を夢見て福岡天神に引っ越す。
1年で店長になり店長業と併用しながら、2012年天神コレクションファッションショーを立ち上げ主催、運営、総合プロデュースする。
同時にバックダンサーとして福岡出身であるBROWN SUGAR メジャーデビューツアーバックダンサーとして活動。
2013年、2回目の開催では野外で初のファッションショーを開催し、約1300人を動員。
2014年に一度看護師になる。
2015年やはり身体を動かす仕事に携わりたいと、フィットネスジムに入社。ヨガ、エアロ、ZUMBAなどインストラクター資格取得。
同時に太ってしまった身体を変えたいと自身のトレーニングを始める。
2016年ベストボディジャパン福岡大会初出場、初グランプリを受賞。
2017年フィットネスジム退社しパーソナルトレーナーへ移行。現在も在籍するアイズトータルボディステーションに入社。
目指す体作りも変え、フィットネスビキニ出場を目指し、
ボディフィットネス日本一、西島さおり選手を生み出した、BODY MAX GYMに入会、西島コーチの元で身体作りを行い、
2018年フィットネスビキニ福岡、初出場、準グランプリを受賞。
2018年にはESP音楽専門学校 講師に採用され、アーティストを目指す者たちにボディメイクの指導を行う。
2019年、美尻の魔術師、岡部友プロデュースの日本一の美尻のshowである、フィットネスエンジェルに選ばれ、showに出演。
2019年、ミスコンテスト、ベストオブミス福岡のウォーキング講師のとして選ばれ、カリスマウォーキング講師、今村大祐の元でウォーキングを最短で学びウォーキング講師及び審査員を務める。
2019年、自身の数々のコンテスト、showの経験を経て、個性を大切にする前代未聞のDream girls showを立ち上げ、主催、運営、総合プロデュースを行う。
2020年、ベストオブミス福岡大会・北海道大会、ジャパンウィメンズコレクション福岡大会・北海道大会という2つの大会のプロデューサー及びウォーキング講師、ボディメイク講師、審査員を務め、同じく北海道大会も担当。

## 人物
「普通と安定」を望む一般的な家庭に生まれる。
「普通になりなさい」と言う親の口癖の元、普通に育ったつもりだったが、小さい頃に習ったダンスの影響もあり、派手好きでクラスの中でも非常に活発な女の子だった。
ポジティブで負けず嫌いだった為、一度自分が決めたことは諦めずに最後までやり通す子だった。
母が精神科の看護師だった為小さい頃から人の感情や精神的な事に興味があり学生の時は一度心理カウンセラーを目指した事も。
そのため正義感が強く友達からの相談もよくされる子だった。

## 趣味
身体を動かす事。

## 嗜好
硬い、酸っぱい、辛い、臭い、刺激物

## 指導歴
トレーナーになって5ヶ月でベストボディージャパン出場選手を担当し、

### 時任美帆

#### 2018年ベストボディジャパン レディースクラス
- 山口大会　優勝
- 福岡大会　準優勝
- 日本大会　ベスト10入り

### 野田くみ

#### 2018年ベストボディジャパン
- ガールズクラス
- 山口大会　優勝

### 中尾楓

#### 2018年ベストボディジャパン大分大会　準優勝
- 好成績を果たす。

その後も毎年コンテスト出場選手を担当し、受け持った選手はほとんどが入賞している。